# Scytodes nigristernis
Scytodes nigristernis là một loài nhện trong họ Scytodidae.
Loài này thuộc chi Scytodes. Scytodes nigristernis được Eugène Simon miêu tả năm 1907.